# はな子
はな子（はなこ、1947年 - 2016年5月26日）は、東京都台東区の上野動物園と東京都武蔵野市の井の頭自然文化園で飼育されていたメスのアジアゾウである。
第二次大戦後に初めて日本にやって来たゾウであり、2013年1月に66歳でアジアゾウの国内最高齢記録を更新し、日本で飼育された中で最も長寿のゾウとなった。

## 生涯

### 誕生から来日まで

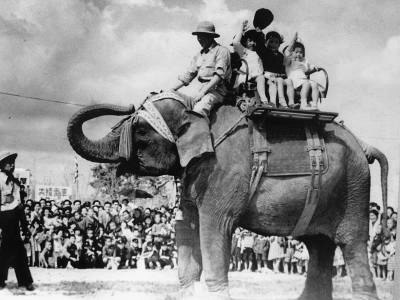
移動動物園を行うインディラ

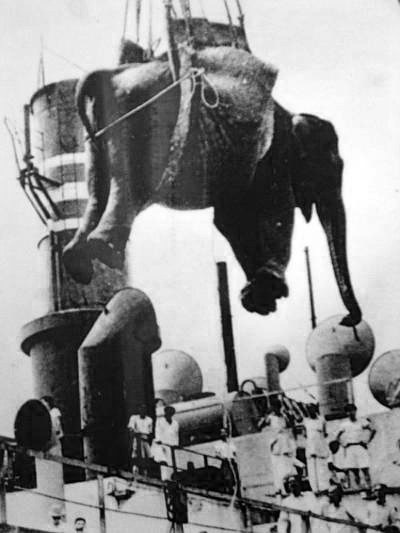
インドから送られたインディラ

1947年春頃にタイ王国で生まれた。タイでの名前はカチャー（タイ語: คชา）。日本にやって来る前はバンコクの農園で暮らしていた。
元タイ国軍事顧問で実業家のソムアン・サラサスが、「戦争で傷ついた子どもたちの心をいやそう」と私財を投じて発起人となり、日本に贈られることとなった。
「カチャー」は2歳半の時、1949年8月22日にデンマーク船オラフ・マークス号でタイを発ち、9月2日に神戸港に着いた。そして、貨物列車とトラックを使って、9月4日に恩賜上野動物園に到着した。当初、上野動物園では「カチャー子」と呼ばれていたが、子ども雑誌での公募により、戦争中に餓死した「花子」（ワンディー、タイ語: วันดี
）の名を継いで「はな子」と名付けられた。9月10日園内で命名式が行われた。上野動物園には、「はな子」到着のすぐ後の1949年9月25日にインドから贈られた「インディラ」も到着し、年末までの3か月間で100万人近くの入園者が訪れるゾウ・ブームが起きた。

### 上野から井の頭へ
翌1950年から、「はな子」と「インディラ」は移動動物園で日本各地を訪れた。「インディラ」が列車等で全国を回ったのに対して、子ゾウだった「はな子」は都内を中心に東京近郊を回った。1951年5月末から2週間伊豆大島を訪問し、藪の中で脱走するハプニングも起きた。巡回先には井の頭自然文化園も含まれていたが、そこで「はな子」を見た武蔵野市や三鷹市から、井の頭自然文化園での「はな子」の展示を求める声が上がった。
1954年3月5日、「はな子」は上野動物園から井の頭自然文化園に移された。しかし、1956年6月14日の早朝、ゾウ舎に侵入した男性を死亡させる事故を起こし（後述）、さらに4年後の1960年にも飼育員を踏み殺す事故を起こした。このため、「殺人ゾウ」の烙印を押され処分を迫られた「はな子」は、鎖につながれ来園客から石を投げられたこともあり、ストレスなどからやせ細った。
事故の2か月後に井の頭自然文化園に赴任し、「はな子」の飼育係となった山川清蔵は、「はな子」を鎖から外し、運動場に出した。山川は退職までの約30年にわたって「はな子」の世話をし、その様子は、書籍やテレビドラマにもなった。

### 晩年
年老いてからは歯が抜け落ちて、左下の1本しか残っていなかった。このため、餌はバナナやリンゴ等を細かく刻んだものが与えられていた。

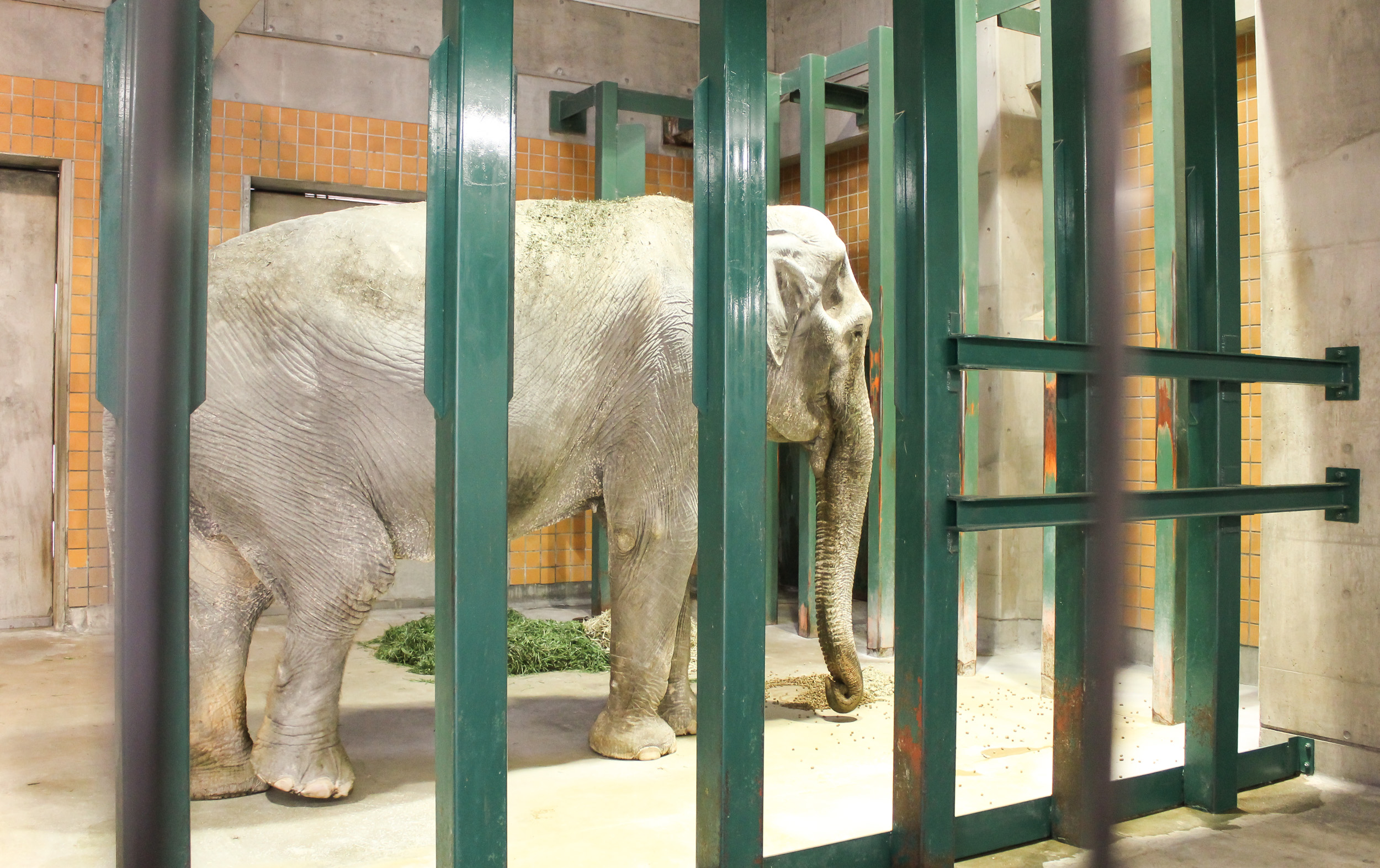
晩年のはな子（2012年）

2006年頃から再び、運動場にいた飼育員が鼻で転倒させられたり、獣医師が投げ飛ばされたりする等の事故が起きるようになった。事故防止対策として、2011年夏に飼育方法がそれまでの直接飼育から、飼育員が柵越しに世話をする準間接飼育に改められた。しかしながら、「はな子」の飼育係の班長は、「偶然の事故はありえない。ゾウはブドウ一粒踏みつぶさない、ハエがとまっても気付く。非常に賢く、はっきり分かって行動する」と述べ、人間側が無意識のうちに事故を誘発していた可能性を指摘している。
2015年10月、カナダのブロガーが「コンクリートの中、一頭だけで立ち尽くしている」とブログ上で発信、国際的な署名活動が行われ、45万人以上の署名が集まった。同年中に「はな子」の生まれ故郷であるタイでも、「涙が止めどなく流れる。タイの親善大使ゾウのはな子は、タイには帰ってこれない」と題して報じられ、「無気力」「コンクリートの檻の中のおばあちゃん」などと哀れむ本国の声を伝えた。2016年3月に発端となったブロガーと動物園側との間で改善策の話し合いが行われた。

### 最期

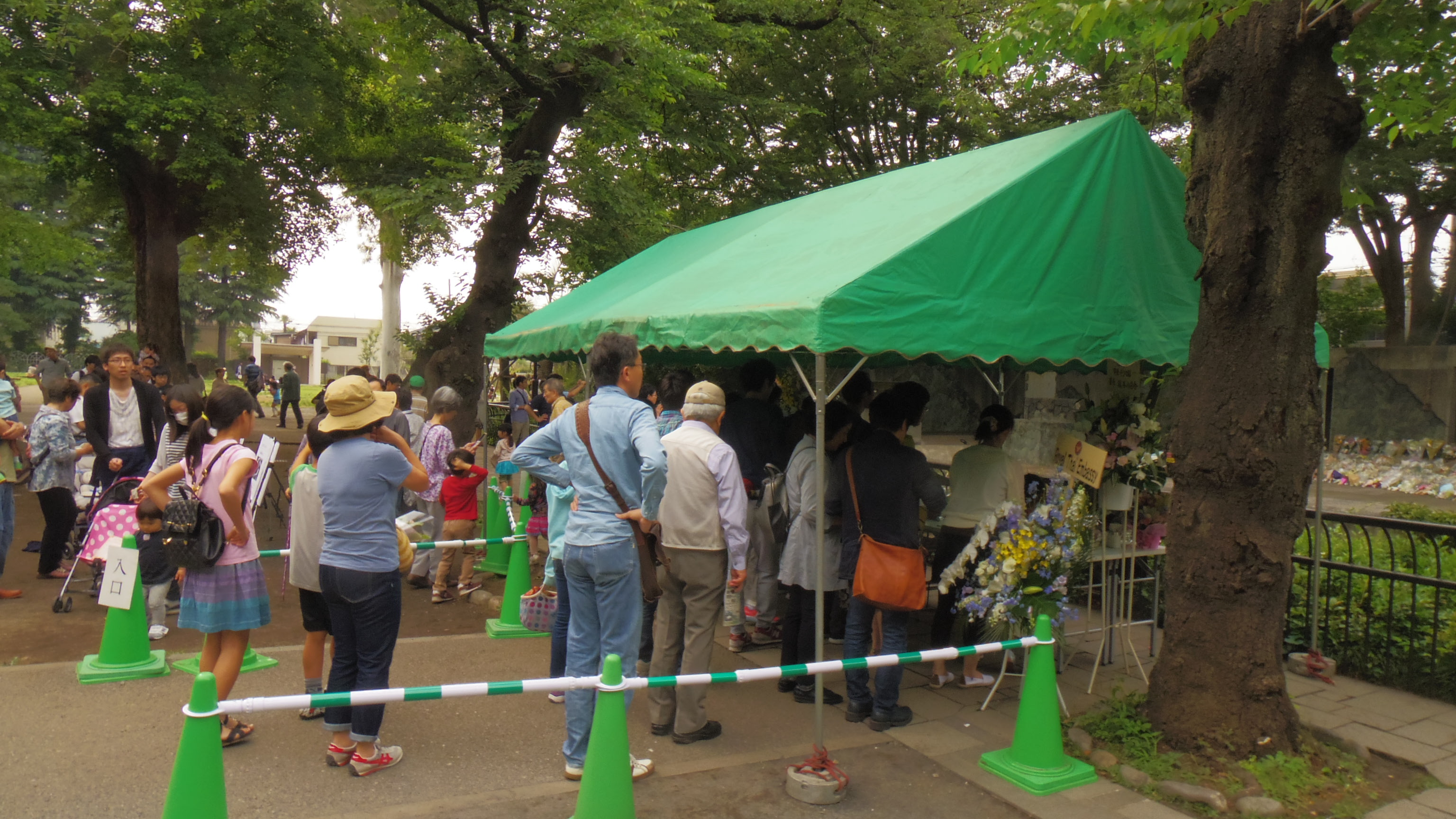
はな子の死を受け、献花を行う来園者たち（井の頭自然文化園、2016年5月28日撮影）

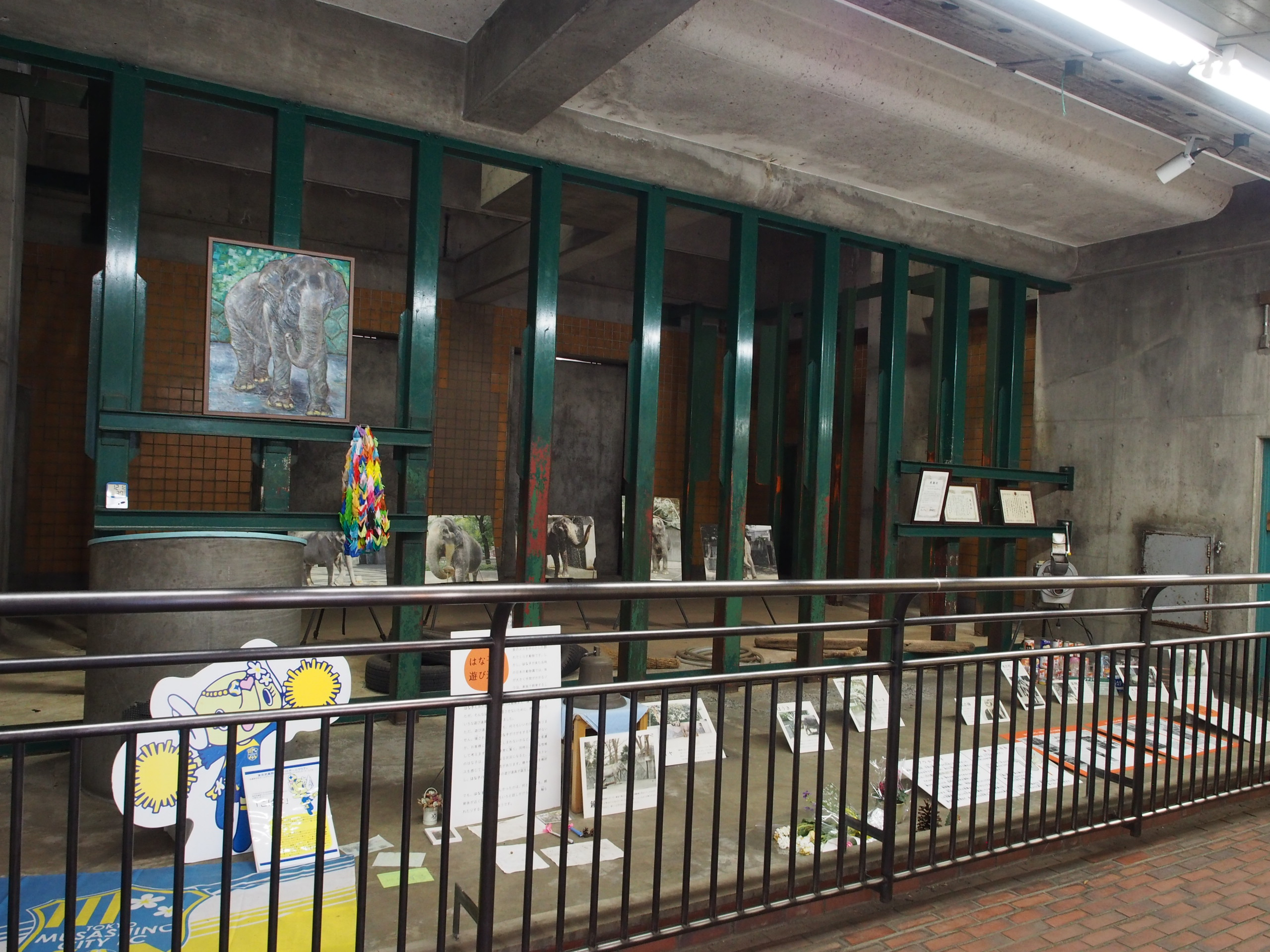
長年過ごし、亡くなった場でもあるゾウ舎で思い出の展示（2019年）

2016年5月26日、69年の生涯を終えた。当初は老衰によるものと発表されたが、翌27日の解剖で死因は呼吸不全と判明し、右前脚に関節炎の持病があったこともわかった。ゾウ舎の監視カメラには、26日1時25分頃「はな子」が倒れこむ様子が映っていたが、飼育員が異変に気付いたのは8時半頃になってからであった。死亡が確認された15時過ぎまで20人以上で介抱にあたったが、2トンを超える体重で肺が圧迫され続けたことが呼吸不全を招いたとみられる。遺体は国立科学博物館に寄贈された。
2016年9月3日に、井の頭自然文化園にてお別れ会が開かれ、2800人が訪れ献花した。
園内の資料館では2016年9月から2017年1月にかけて、はな子の生涯をたどる特設展示が行われた。
命日には園内の動物慰霊碑前に献花台がつくられ、来場者が花のほかリンゴやバナナ、メッセージカードなどを供えている。

### 銅像

吉祥寺駅前に建つはな子の像

武蔵野市が銅像設置のための募金を募り、市出身の美術家・笛田亜希により9カ月かけて制作。2017年5月5日、吉祥寺駅前北口広場に銅像が完成し、除幕式が行われた。以後、はな子の銅像は吉祥寺駅前の待ち合わせ場所として親しまれている。

### 「はな子」デザインのナンバープレート
2017年7月、武蔵野市制施行70周年を記念して、はな子をかたどった原付バイクのナンバープレートが交付された。デザインは井の頭自然文化園の専属デザイナー北村直子による。排気量により白、黄色、桃色の三色のナンバーが数量限定で交付された。

## 音楽
「はな子」の上野動物園への到着を記念した童謡「待ってた象さん」（作詞：丘十四夫、作曲：山口保治、歌：川田孝子）が作られた。

## 1度目の死亡事故
事故のあった日の1956年6月14日、『朝日新聞』夕刊3面が報じたところによると、同日午前7時半頃、井の頭自然文化園で園内の見回りをしていた飼育主任が、はな子のいるゾウ舎と観覧場所を隔てる深さ約2メートルの空堀に、死亡している男性を発見した。見回りの際にゾウ舎の入口の鍵がはずれて開いているのを見つけ、不審に思った飼育主任がゾウ舎に入ってみたところ、内部にはシャツや手提げかばんなどが散らばっており、死亡していた男性が身に付けている衣服も、激しく引き裂かれた状態になっていた。
捜査にあたった警視庁武蔵野警察署が行った検視の結果によれば、男性の胸部にはゾウの足によって踏まれた跡がくっきり残っており、肋骨は原型を留めぬほど折れていたという。同署は、ゾウ舎に侵入した男性がはな子に踏み殺されたものと断定した。
同署の発表で、死亡した男性の身元は同園の近くに住む44歳の機械工具外交員とされ、男性の妻の話によると男性には妻との間に5人の子供がおり、ほぼ毎週日曜日には同園に足を運ぶほどの動物好きであったという。ところが同署の調べで、男性は夜中に幾度となく同園の飼育小屋に忍び込んでは、いたずらをして取り押さえられた前歴があることが判明しており、男性が性懲りもなくゾウ舎への侵入を企てた結果、このような事故が起きたのも開園時間外であることから、同署は同園側に落ち度はないという見方を示した。
男性は事故前日の夕方、都内港区にある勤務先を出た後は帰宅しておらず、事故当日の午前5時頃、無断で立ち入った園内をうろついている男性の姿が、敷地内の職員住宅に住む職員の家族によって目撃されていた。
朝日新聞の取材に対し、はな子のことをよく知る上野動物園の飼育課長は、「今まで人に害を加えたことはなく、いろいろな芸を覚えてみんなから親しまれていた。こんどの事故は被害者が何かの拍子で怒らせたのではないだろうか。」と話した。また、井の頭自然文化園の園長によると当時のはな子の飼育状況は、閉園の午後5時より先に午後4時半ごろには15坪のゾウ舎に入り、開園の午前9時ごろに30坪の運動場へ出るのが日課となっており、移動させる時を除いては常に直径6分（約18ミリメートル）の鎖につながれていた。このことより同園長は、「よほど象に近寄ったのではないだろうか」と指摘し、男性について、「これまでも2、3回開園前に入ったことがあり、警察で調べられたこともある」と話した。

## 関連書籍
- 大島弓子『大きな耳と長いしっぽ』角川書店、1993年8月。ISBN 9784049243697。

## 映像作品
- ゾウのはな子 - 2007年放映のテレビドラマ（フジテレビ系、反町隆史主演）
- ドキュメント72時間「真冬の東京 その名は“はな子”」（NHK総合テレビ、2016年2月26日放送）[34]

## メモリアル

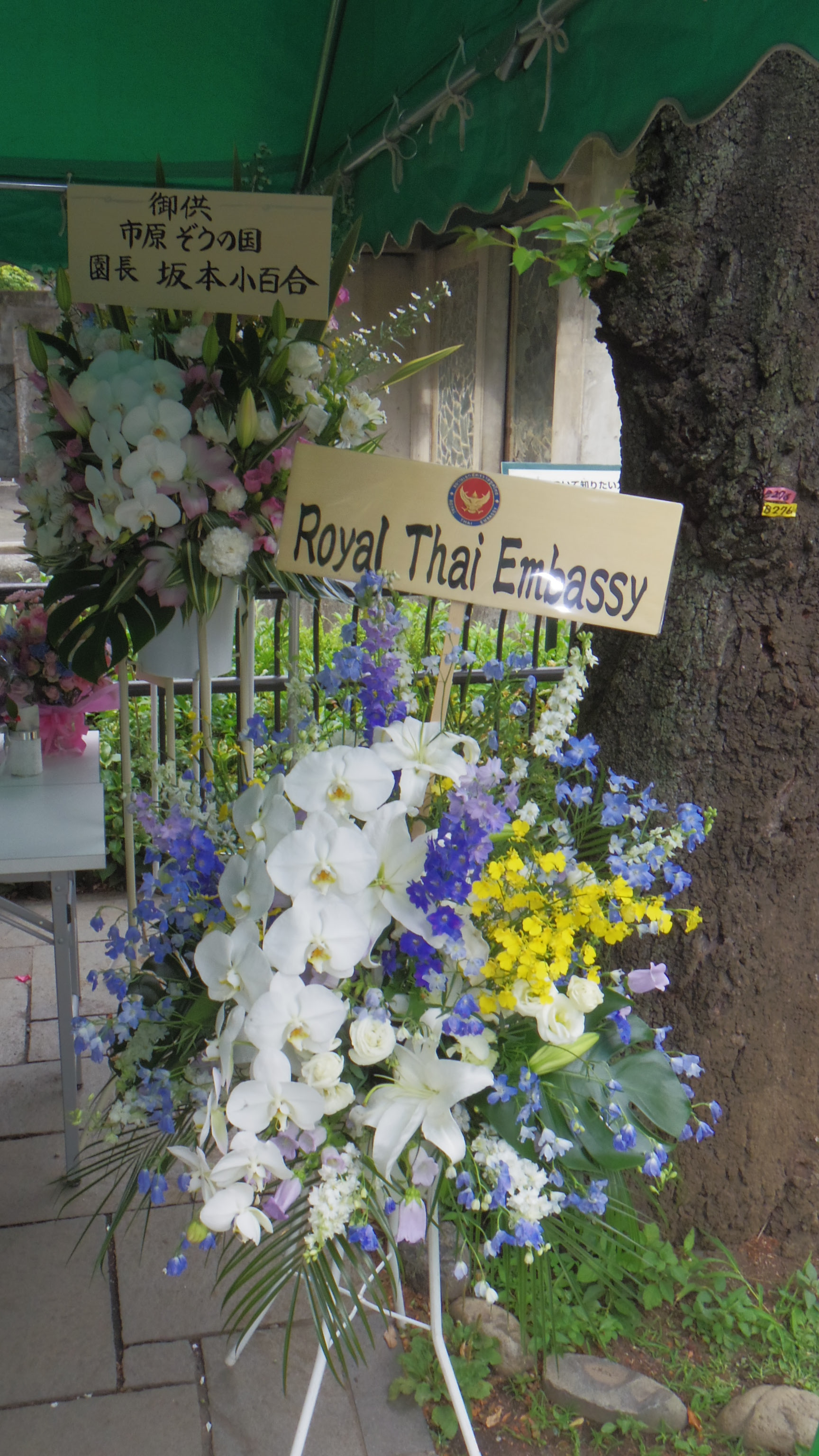
生まれ故郷を代表して、駐日タイ王国大使館（Royal Thai Embassy）からも供花された。
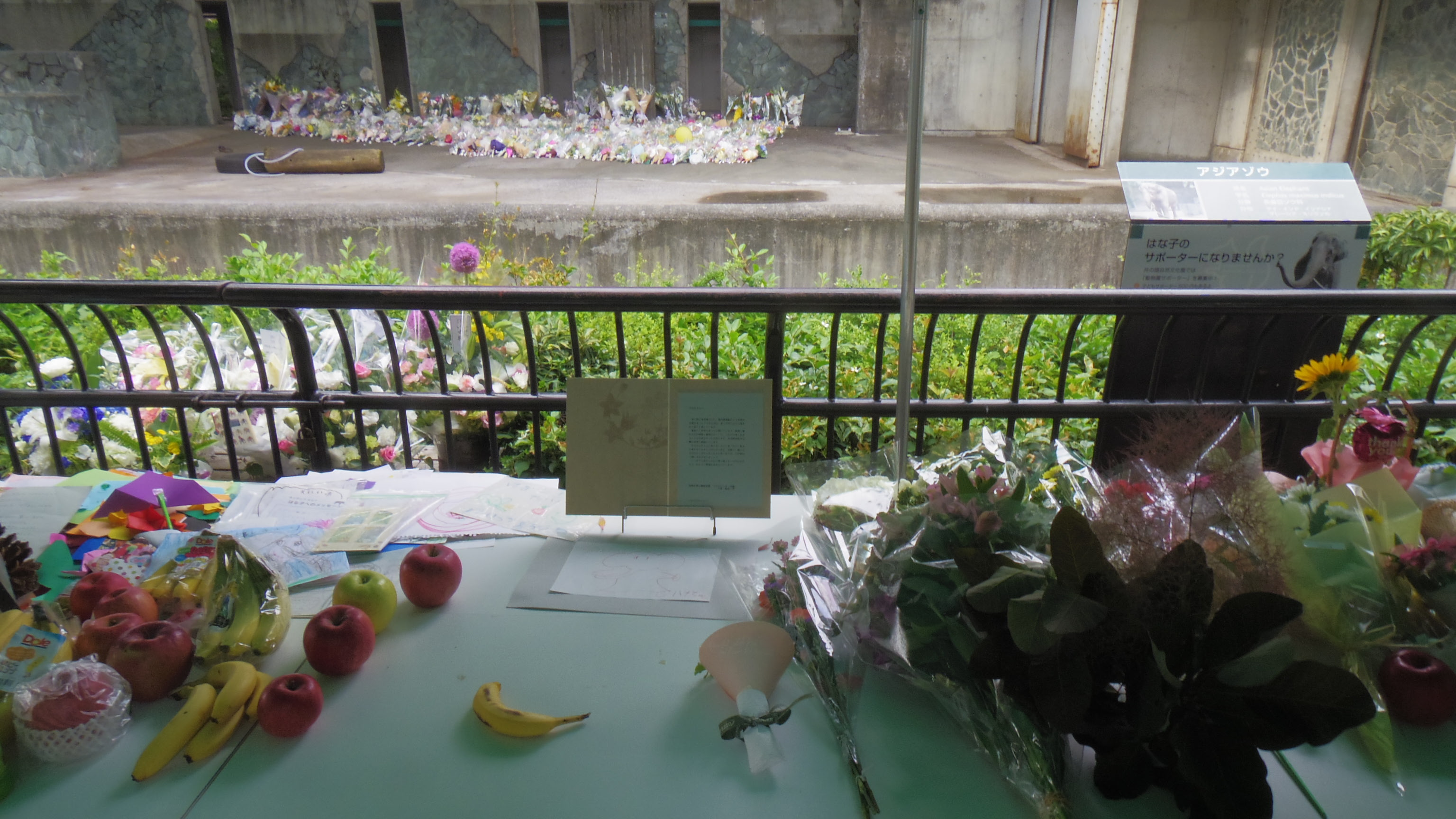
献花台には追悼メッセージが添えられているほか、バナナやリンゴなども供えられた。
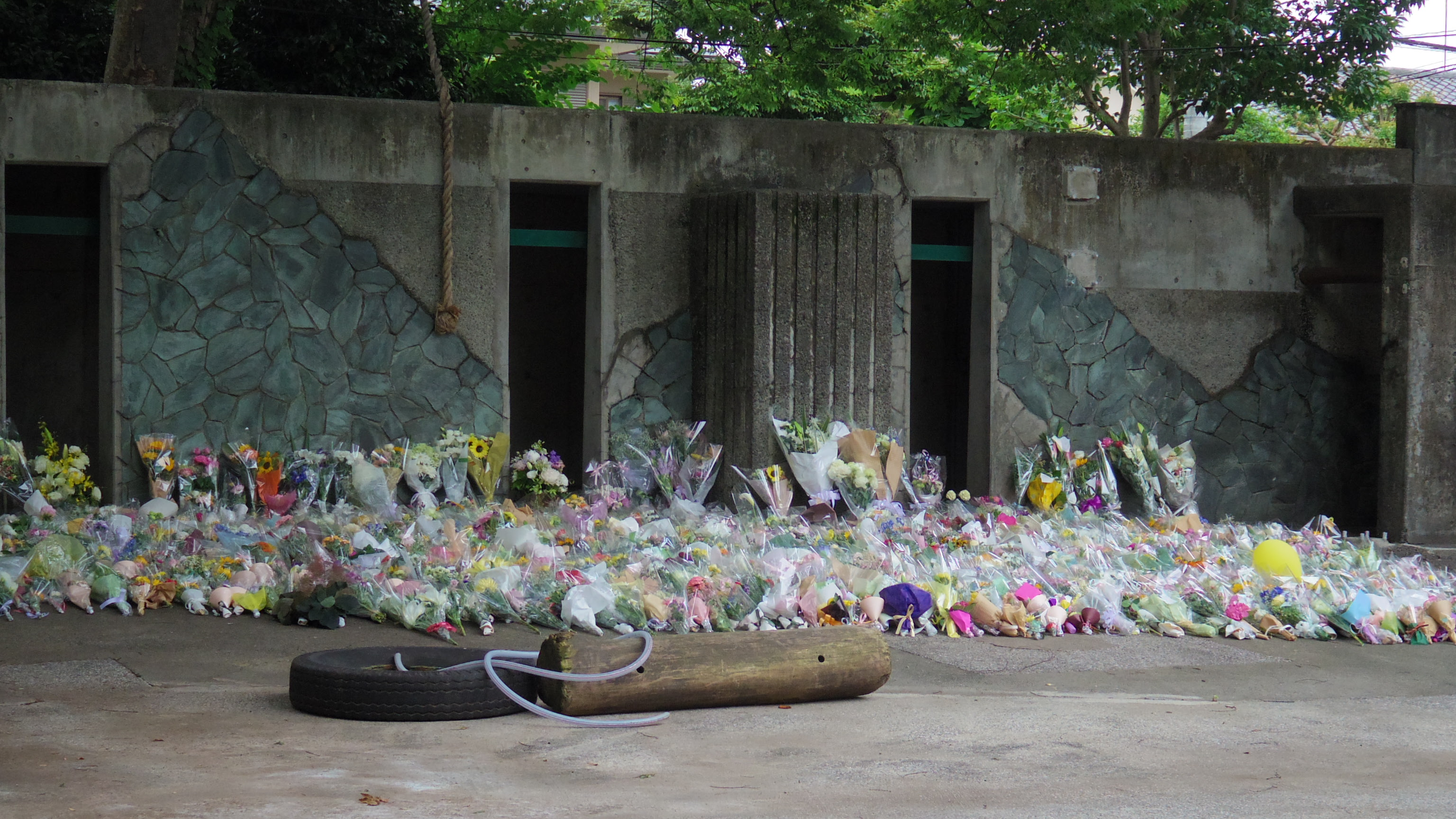
献花台が設けられたほか、飼育を行っていたゾウ舎にも多くの献花がされた。
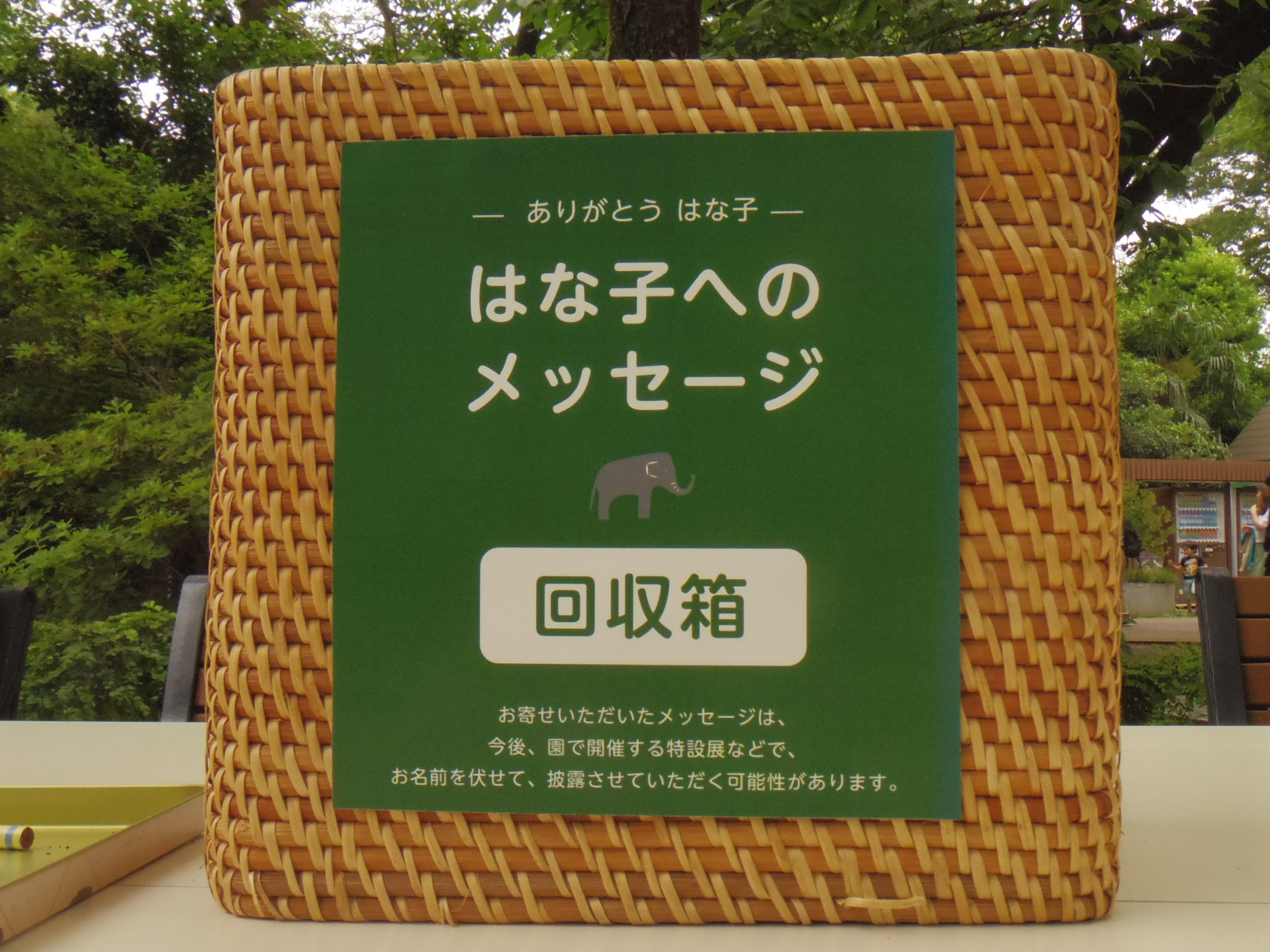
来園者から追悼のメッセージを募るために、設置されたメッセージ回収箱。